# 23733 Hyojiyun
23733 Hyojiyun este un asteroid din centura principală de asteroizi.

## Descriere
23733 Hyojiyun este un asteroid din centura principală de asteroizi. A fost descoperit pe 23 aprilie 1998 la Socorro, New Mexico, în cadrul proiectului LINEAR. Asteroidul prezintă o orbită caracterizată de o semiaxă mare de 2,40 ua, o excentricitate de 0,12 și o înclinație de 7,9° în raport cu ecliptica.